# Нашвілл (футбольний клуб)
ФК «Нашвілл» (англ. Nashville Soccer Club) — американський футбольний клуб з однойменного міста штату Теннессі, заснований у 2016 році. Виступає в USL. Домашні матчі приймає на стадіоні «Фьост Теннессі Парк», місткістю 10 000 глядачів.
Виступає у Східній конференції USL.